# Promozione Toscana 1973-1974
Nella stagione 1973-1974 la Promozione era il quinto livello del calcio italiano (il massimo livello regionale). Qui vi sono le statistiche relative al campionato in Toscana.
Il campionato è strutturato in vari gironi all'italiana su base regionale, gestiti dai Comitati Regionali di competenza. Promozioni alla categoria superiore e retrocessioni in quella inferiore non erano sempre omogenee; erano quantificate all'inizio del campionato dal Comitato Regionale secondo le direttive stabilite dalla Lega Nazionale Dilettanti, ma flessibili, in relazione al numero delle società retrocesse dal Campionato Interregionale e perciò, a seconda delle varie situazioni regionali, la fine del campionato poteva avere degli spareggi sia di promozione che di retrocessione.

## Squadre partecipanti
| Squadra                  | Città                       |
| ------------------------ | --------------------------- |
| A.C. Aglianese           | Agliana (PT)                |
| U.S. Antella             | Bagno a Ripoli (FI)         |
| S.P. Audax               | Rufina (FI)                 |
| A.S. Castellina          | Castellina in Chianti (FI)  |
| A.S. Cecina              | Cecina (LI)                 |
| U.S. Colligiana          | Colle di Val d'Elsa (SI)    |
| A.S. Cuoiopelli          | Santa Croce sull'Arno (PI)  |
| U.S. Lanciotto Ballerini | Campi Bisenzio (FI)         |
| U.S. Libertas            | Tavarnelle Val di Pesa (FI) |
| A.S. Montecatini         | Montecatini Terme (PT)      |
| U.S. Piombino            | Piombino (LI)               |
| U.S. Pontassieve         | Pontassieve (FI)            |
| A.C. Quarrata            | Quarrata (PT)               |
| U.S. Querceta            | Seravezza (LU)              |
| A.S. Terranuovese        | Terranuova Bracciolini (AR) |
| A.C. Volterrana          | Volterra (PI)               |

## Classifica finale
|  | Pos. | Squadra             | Pt | G  | V  | N  | P  | GF | GS | DR  |
|  | ---- | ------------------- | -- | -- | -- | -- | -- | -- | -- | --- |
|  | 1.   | Aglianese           | 41 | 30 | 14 | 13 | 3  | 34 | 17 | +17 |
|  | 2.   | Montecatini         | 40 | 30 | 14 | 12 | 4  | 26 | 14 | +12 |
|  | 3.   | Cecina              | 39 | 30 | 12 | 15 | 3  | 33 | 22 | +11 |
|  | 4.   | Terranuovese        | 36 | 30 | 14 | 8  | 8  | 30 | 21 | +9  |
|  | 5.   | Quarrata            | 34 | 30 | 11 | 12 | 7  | 32 | 26 | +6  |
|  | 6.   | Castellina          | 32 | 30 | 11 | 10 | 9  | 29 | 25 | +4  |
|  | 7.   | Colligiana          | 31 | 30 | 12 | 7  | 11 | 33 | 31 | +2  |
|  | 8.   | Querceta            | 30 | 30 | 10 | 10 | 10 | 36 | 32 | +4  |
|  | 9.   | Pontassieve         | 28 | 30 | 6  | 16 | 8  | 23 | 23 | 0   |
|  | 9.   | Piombino            | 28 | 30 | 8  | 12 | 10 | 23 | 29 | -6  |
|  | 11.  | Volterrana          | 27 | 30 | 8  | 11 | 11 | 29 | 32 | -3  |
|  | 12.  | Lanciotto Ballerini | 27 | 30 | 6  | 15 | 9  | 19 | 25 | -6  |
|  | 13.  | Libertas            | 25 | 30 | 9  | 7  | 14 | 23 | 24 | -1  |
|  | 14.  | Antella             | 23 | 30 | 5  | 13 | 12 | 20 | 33 | -13 |
|  | 15.  | Audax               | 20 | 30 | 4  | 12 | 14 | 22 | 39 | -17 |
|  | 16.  | Cuoiopelli          | 19 | 30 | 5  | 9  | 16 | 12 | 31 | -19 |